# 日南市立飫肥小学校
日南市立飫肥小学校（にちなんしりつ おびしょうがっこう）は、宮崎県日南市飫肥十丁目にある公立の小学校。

## 概要
歴史
1873年（明治6年）に創立。現校名になったのは1950年（昭和25年）。2023年（令和5年）に創立150周年を迎えた。
通学区域
「山ノ口、楠原、前鶴、大手、小川、本町、上新町、下新町、鳥居下、十文字、山川、原之迫、今町、板敷一区、上板敷、下板敷、永吉、倉掛、西ノ村、向原、星倉住宅、川向、釈迦尾ヶ野、畦ノ丸、徳之峯、つづら八重、大平、中角、瀬田尾、酒谷四区」。中学校区は日南市立飫肥中学校。
校章
中央に校名の頭文字である「飫」の文字を置いている。
校歌
1953年（昭和28年）に制定。作詞は神戸雄一、作曲は園山民平による。歌詞は2番まであり、歌詞中に校名は登場しない。

## 沿革
前史
- 1801年（享和元年）11月 - 伊東祐民により、八幡馬場明智院跡屋敷、元・伊東勘由左衛門宅跡に「学問所」が設置される。
- 1831年（天保元年）- 伊東祐相が校舎の改築に着手。
- 1832年（天保2年）8月 - 校舎が完成し、「振徳堂」と命名。
- 1871年（明治4年）7月 - 廃藩置県により、「飫肥県司教局」となり、教育に加え、医務も所管する。
- 1872年（明治5年）
  - 7月 - 学制が頒布される。
  - 11月 - 都城県の創設により、「第十一郷校」に改称。
- 1873年（明治6年）1月 - 宮崎県が創設される。

本史
- 1873年（明治6年）10月 - 「第五大学区 第二十五番中学区 第六十七小学区 宮崎県管下 飫肥小学校」が設置される。
- 1876年（明治9年）8月 - 宮崎県が鹿児島県に合併される。これにより、鹿児島県管下の小学校となる。
- 1877年（明治10年）- 西南の役により、一時閉校となる。
- 1879年（明治12年）- 飫肥商社[1]事件により、一時閉校となる。教育令が施行される。
- 1883年（明治16年）5月9日 - 宮崎県が再び設置される。
- 1884年（明治17年）- 宮崎県学務課の指示により、「公立中等飫肥小学校」に改組・改称。板敷・楠原・吉野方・本町・今町連合で学校の運営にあたる。初等科・中等科・簡易科を設置。
- 1886年（明治19年）- 小学校令が施行される。尋常科（4年制）を設置の上、「尋常飫肥小学校」に改称。
- 1889年（明治22年）5月1日 - 南那珂郡2町（本・今）・3村（楠原・吉野方・板敷）が合併し、「飫肥村」が発足。
- 1891年（明治24年）4月 - 旧藩主伊東家の敷地が無償で貸し付けされ、旧飫肥城跡里山に、南那珂郡北八ヶ町村組合立 高等飫肥小学校が設置される。
- 1892年（明治25年）4月 - 「（飫肥村立）飫肥尋常小学校」・「南那珂郡北八ヶ町村組合立 飫肥高等小学校」に改称。
- 1900年（明治33年）1月1日 - 町制施行により、「飫肥町」となる。
- 1903年（明治36年）4月 - 飫肥高等小学校を運営する八ヶ町村組合が解散。
  - 飫肥尋常小学校と飫肥高等小学校を統合の上、「飫肥尋常高等小学校」と「飫肥女子尋常高等小学校」の2校（男女別学）を設置。
- 1908年（明治41年）4月1日 - 改正小学校令により、義務教育年限（尋常科の修業年限）が4年から6年に延長となる。
  - 旧高等科1年を尋常科5年、旧高等科2年を尋常科6年、旧高等科3年を高等科1年、旧高等科4年を高等科2年に振り替える（尋常科6年・高等科2年）。
- 1922年（大正11年）6月 - 上記2校を統合の上、「飫肥尋常高等小学校」（男子部・女子部）となる。
- 1928年（昭和3年）2月 - 校舎の大規模改築を実施し、第一号校舎（中校舎）が完成。
- 1930年（昭和5年）- 男子部・女子部を「第一部・第二部」に改める。
- 1937年（昭和12年）
  - 12月 - 第二号校舎（北校舎）が完成。
  - この年 - 第一部と第二部を統合。
- 1941年（昭和16年）4月1日 - 国民学校令施行により、「飫肥町飫肥国民学校」に改称。尋常科を初等科に改める。
- 1947年（昭和22年）- 学制改革が行われる（六・三制の実施）。
  - 4月1日 - 国民学校初等科は、新制小学校「飫肥町立飫肥小学校」に改組・改称。
  - 5月8日 - 国民学校高等科は、青年学校普通科とともに、新制中学校「飫肥町立飫肥中学校」に改組・改称。
- 1950年（昭和25年）1月1日 - 町村合併により、日南市が発足。これにより、「日南市立飫肥小学校」（現校名）に改称。
- 1951年（昭和26年）10月 - 講堂が完成。
- 1953年（昭和28年）10月 - 創立80周年を記念して、校歌を制定。

- 1956年（昭和31年）
  - 4月 - 特殊学級を設置。
  - 9月 - 給食を開始。

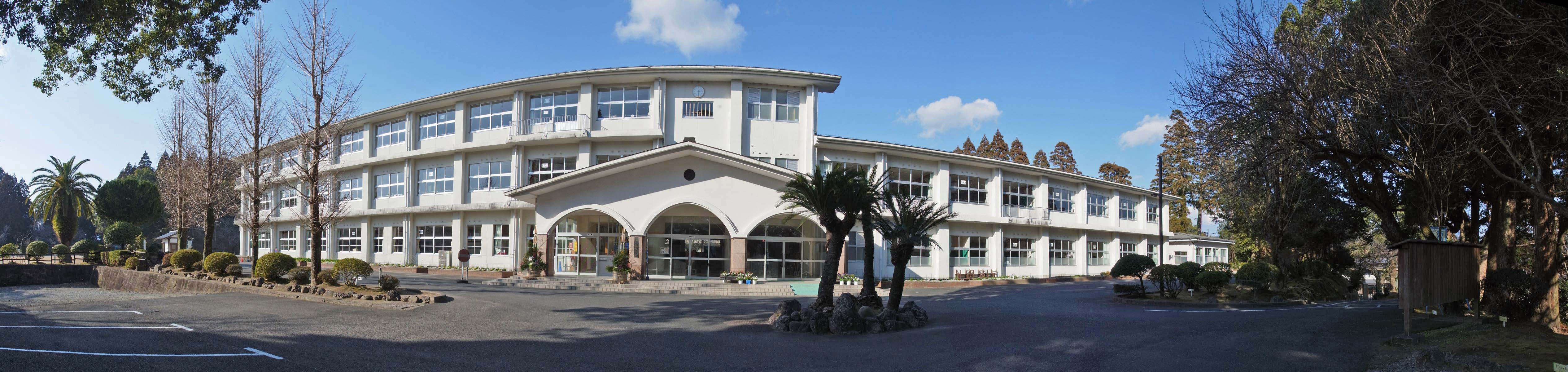
校舎

- 1958年（昭和33年）4月 - 鉄筋校舎が完成。
- 1960年（昭和35年）3月 - 鉄筋校舎が完成。
- 1963年（昭和38年）3月 - 鉄筋校舎本館が完成。
- 1964年（昭和39年）6月 - 創立90周年を記念して図書館が完成。
- 1968年（昭和43年）4月 - 特殊学級を増設し、「くすの木学級」と命名。
- 1970年（昭和45年）7月 - ことばの治療室（2教室）が完成し、開設式を挙行。
- 1971年（昭和46年）4月 - 郷土資料室を設置。
- 2014年（平成26年）4月1日 - 日南市立吉野方小学校を統合。

旧・吉野方小学校（よしのかた）
- 1872年（明治5年）- 「吉野方小学校」として瀬田尾ヶ野の山宮神社の境内に創立。
- 1900年（明治33年）- 最終所在地に移転を完了。創立年とする。
- 時期不詳 - 「第二飫肥尋常小学校」に改称。
- 1941年（昭和16年）4月1日 - 国民学校令施行により、「飫肥町第二飫肥国民学校」に改称。尋常科を初等科に改める。
- 1947年（昭和22年）4月1日 - 学制改革により、「飫肥町立第二飫肥小学校」に改称。
- 1950年（昭和25年）1月1日 - 「日南市立吉野方小学校」（最終名）に改称。
- 2000年（平成12年）10月29日 - 創立100周年記念式典を挙行。
- 2014年（平成26年）
  - 2月23日 - 閉校式を挙行。
  - 3月31日 - 日南市立飫肥小学校への統合により、閉校。114年の歴史に幕を閉じる。
    - 最終所在地 - 宮崎県日南市大字吉野方7366番地
    - 校章 - 柏の葉を背景にして、中央に校名の略称である「吉小」の文字（縦書き）を配している。
    - 校歌 - 作詞は武田良守、作曲は川口晃による。歌詞は3番まであり、歌詞中に校名は登場しない。

## 交通アクセス
最寄りの鉄道駅
- JR九州 日南線 「飫肥駅」

最寄りのバス停
- 日南市コミュニティバス 「十文字公民館」バス停

最寄りの幹線道路
- 宮崎県道432号元狩倉日南線

## 周辺
- 飫肥城
- 飫肥城歴史資料館
- 日南市立飫肥中学校
- 飫肥こども園
- 小村寿太郎生家・小村寿太郎記念館
- 田ノ上八幡神社